# Mohamed Farouk (calciatore 1989)
Mohamed Farouk Salama (in arabo محمد فاروق‎?; Il Cairo, 14 settembre 1989) è un calciatore egiziano, attaccante del Future.

## Caratteristiche tecniche
Esterno d'attacco, in grado di agire da trequartista o attaccante.

## Carriera

### Club
Il 3 luglio 2014 si accorda con l'Al-Ahly, con cui vince la Coppa della Confederazione CAF. Dopo aver chiuso la prima parte di stagione con solo 5 presenze in campionato, il 17 gennaio 2015 passa in prestito al Wadi Degla. Il 26 giugno 2018 firma un quadriennale con il Pyramids. Il 10 settembre 2021 viene tesserato dal Future.

### Nazionale
Esordisce in nazionale il 5 marzo 2014 contro la Bosnia ed Erzegovina in amichevole, subentrando all'86' al posto di Khaled Kamar.

## Statistiche

### Presenze e reti nei club
Statistiche aggiornate al 25 dicembre 2023.
| Stagione            | Squadra             | Campionato          | Campionato | Campionato | Coppe nazionali | Coppe nazionali | Coppe nazionali | Coppe continentali | Coppe continentali | Coppe continentali | Altre coppe | Altre coppe | Altre coppe | Totale | Totale |
| Stagione            | Squadra             | Comp                | Pres       | Reti       | Comp            | Pres            | Reti            | Comp               | Pres               | Reti               | Comp        | Pres        | Reti        | Pres   | Reti   |
| ------------------- | ------------------- | ------------------- | ---------- | ---------- | --------------- | --------------- | --------------- | ------------------ | ------------------ | ------------------ | ----------- | ----------- | ----------- | ------ | ------ |
| gen.-giu. 2011      | Al-Mokawloon        | PL                  | 2          | 1          | CE              | 1               | 0               | -                  | -                  | -                  | -           | -           | -           | 3      | 1      |
| 2011-2012           | Al-Mokawloon        | PL                  | 10         | 0          | -               | -               | -               | -                  | -                  | -                  | -           | -           | -           | 10     | 0      |
| 2012-2013           | Al-Mokawloon        | PL                  | 14         | 3          | CE              | 0               | 0               | -                  | -                  | -                  | -           | -           | -           | 14     | 3      |
| 2013-2014           | Al-Mokawloon        | PL                  | 18         | 6          | CE              | 2               | 1               | -                  | -                  | -                  | -           | -           | -           | 20     | 7      |
| 2014-gen. 2015      | Al-Ahly             | PL                  | 5          | 0          | CE              | 0               | 0               | CC+CCL             | 6+0                | 0                  | SE+SA       | 0           | 0           | 11     | 0      |
| gen.-giu. 2015      | Wadi Degla          | PL                  | 15         | 0          | CE              | 1               | 0               | -                  | -                  | -                  | -           | -           | -           | 16     | 0      |
| 2015-gen. 2016      | Wadi Degla          | PL                  | 4          | 0          | CE              | 0               | 0               | -                  | -                  | -                  | -           | -           | -           | 4      | 0      |
| Totale Wadi Degla   | Totale Wadi Degla   | Totale Wadi Degla   | 19         | 0          |                 | 1               | 0               |                    | -                  | -                  |             | -           | -           | 20     | 0      |
| gen.-giu. 2016      | El-Entag El-Harby   | PL                  | 17         | 4          | CE              | 1               | 0               | -                  | -                  | -                  | -           | -           | -           | 18     | 4      |
| 2016-2017           | Al-Mokawloon        | PL                  | 29         | 7          | CE              | 0               | 0               | -                  | -                  | -                  | -           | -           | -           | 29     | 7      |
| 2017-2018           | Al-Mokawloon        | PL                  | 28         | 7          | CE              | 3               | 0               | -                  | -                  | -                  | -           | -           | -           | 31     | 7      |
| Totale Al-Mokawloon | Totale Al-Mokawloon | Totale Al-Mokawloon | 101        | 24         |                 | 6               | 1               |                    | -                  | -                  |             | -           | -           | 107    | 25     |
| 2018-2019           | Pyramids            | PL                  | 26         | 5          | CE              | 2               | 0               | -                  | -                  | -                  | -           | -           | -           | 28     | 5      |
| 2019-2020           | Pyramids            | PL                  | 24         | 6          | CE              | 1               | 0               | CC                 | 11                 | 6                  | -           | -           | -           | 36     | 12     |
| 2020-2021           | Pyramids            | PL                  | 14         | 2          | CE              | 1               | 0               | CC                 | 9                  | 1                  | -           | -           | -           | 24     | 3      |
| Totale Pyramids     | Totale Pyramids     | Totale Pyramids     | 64         | 13         |                 | 4               | 0               |                    | 20                 | 7                  |             | -           | -           | 88     | 20     |
| 2021-2022           | Future              | PL                  | 23         | 1          | CE              | 1               | 0               | -                  | -                  | -                  | -           | -           | -           | 24     | 1      |
| 2022-2023           | Future              | PL                  | 10         | 1          | CE              | 0               | 0               | CC                 | 6                  | 1                  | -           | -           | -           | 16     | 2      |
| 2023-2024           | Future              | PL                  | 6          | 0          | CE              | 0               | 0               | CC                 | 4                  | 0                  | SE          | 1           | 0           | 11     | 0      |
| Totale Future       | Totale Future       | Totale Future       | 39         | 2          |                 | 1               | 0               |                    | 10                 | 1                  |             | 1           | 0           | 51     | 3      |
| Totale carriera     | Totale carriera     | Totale carriera     | 245        | 43         |                 | 13              | 1               |                    | 36                 | 8                  |             | 1           | 0           | 295    | 52     |

### Cronologia presenze e reti in nazionale
| Cronologia completa delle presenze e delle reti in nazionale ― Egitto | Cronologia completa delle presenze e delle reti in nazionale ― Egitto | Cronologia completa delle presenze e delle reti in nazionale ― Egitto | Cronologia completa delle presenze e delle reti in nazionale ― Egitto | Cronologia completa delle presenze e delle reti in nazionale ― Egitto | Cronologia completa delle presenze e delle reti in nazionale ― Egitto | Cronologia completa delle presenze e delle reti in nazionale ― Egitto | Cronologia completa delle presenze e delle reti in nazionale ― Egitto |
| Data                                                                  | Città                                                                 | In casa                                                               | Risultato                                                             | Ospiti                                                                | Competizione                                                          | Reti                                                                  | Note                                                                  |
| --------------------------------------------------------------------- | --------------------------------------------------------------------- | --------------------------------------------------------------------- | --------------------------------------------------------------------- | --------------------------------------------------------------------- | --------------------------------------------------------------------- | --------------------------------------------------------------------- | --------------------------------------------------------------------- |
| 5-3-2014                                                              | Innsbruck                                                             | Bosnia ed Erzegovina                                                  | 0 – 2                                                                 | Egitto                                                                | Amichevole                                                            | -                                                                     | 86’                                                                   |
| 5-6-2017                                                              | Il Cairo                                                              | Egitto                                                                | 1 – 0                                                                 | Libia                                                                 | Amichevole                                                            | -                                                                     | 46’                                                                   |
| 25-3-2021                                                             | Nairobi                                                               | Kenya                                                                 | 1 – 1                                                                 | Egitto                                                                | Qual. Coppa d'Africa 2021                                             | -                                                                     | 88’                                                                   |
| 29-3-2021                                                             | Il Cairo                                                              | Egitto                                                                | 4 – 0                                                                 | Comore                                                                | Qual. Coppa d'Africa 2021                                             | -                                                                     | 60’                                                                   |
| Totale                                                                |                                                                       | Presenze                                                              | 4                                                                     |                                                                       | Reti                                                                  | 0                                                                     |                                                                       |

## Palmarès

### Club

#### Competizioni nazionali
- Supercoppa d'Egitto: 1

Al-Ahly: 2014

#### Competizioni internazionali
- Coppa della Confederazione CAF: 1

Al-Ahly: 2014